# A Star Trekben szereplő fajok listája
A Star Trek humanoid, nem humanoid és egyéb más fajainak listája.

## Értelmes humanoid fajok
| Andoria     |
| Ardananok   |
| Arkóniai    |
| Bajori      |
| Benzite     |
| Betazoid    |
| Bolián      |
| Borg        |
| Breen       |
| Daud        |
| Denobulánok |
| Ember       |
| El-Aurian   |
| Ferengi     |
| Gideonok    |
| Hirogen     |
| Husznák     |
| Hydrans     |
| Iconiaiak   |
| Iotián      |
| Kadi        |
| Kaitián     |
| Jem'hadar   |
| Kardassziai |
| Kazon       |
| Klingon     |
| Lyrai       |
| Lysiai      |
| Malon       |
| Nausica     |
| Ocampa      |
| Orioniak    |
| Pakled      |
| Remán       |
| Romulán     |
| Szaurián    |
| Suliban     |
| Talaxiai    |
| Tamarián    |
| Tellarita   |
| Thrab       |
| Trill       |
| Worta       |
| Vidiian     |
| Vulcani     |
| Xindi       |
| Xirillián   |

## Értelmes, nem humanoid fajok
| 8472-es faj          |
| Alapítók/Elcseréltek |
| Gorn                 |
| Horta                |
| Q                    |
| Tholian              |

## Egyéb fajok
| Gömbépítők |
| Targ       |
| Tribbli    |